# 藤原鶴声
藤原鶴声（ふじわら かくせい）は、日本の特殊メイクアップ・アーティスト/特殊メイクデザイナー。京都府出身。藤原カクセイとの表記もある。

## 経歴
同じく平安高校卒の特殊メイクアップアーティスト辻一弘の後輩にあたる。
小学校低学年の頃、ゴジラ映画のメイキング本に掲載されていた実際に撮影に使われたゴジラのギニョールを見て特殊造形に興味を持ち、独学で特殊メイクを始める。自主映画制作などを経て江川悦子が主宰する「（株）メイクアップディメンションズ」に参加後に1999年に独立。
特殊メイク/造型工房ダミーヘッド（dummy head）設立。
現在、株式会社ダミーヘッドデザインズ代表取締役。
特殊メイク・造型を志すきっかけになったゴジラに関しては、1999年に始まるミレニアムシリーズにおいて、『ゴジラ・モスラ・キングギドラ 大怪獣総攻撃』を除く5本に造型助手として携わる。
映画雑誌『映画秘宝』や、その他雑誌などでついたニックネームは「日本の一人KNB」。他に「特殊メイク番長」などもある。
焼肉やステーキを好む。飲酒量も多い。
『とんねるずのオールナイトニッポン』のハガキ職人「ビリー藤原」は同一人物。映画『いぬやしき』で師匠である主演の木梨憲武に全編特殊メイクを施して師弟競演を果たしている。

## 近年の作品群（抜粋）

### 映画
- クロスファイア/特殊メイク
- スパイ・ゾルゲ
- 劇場版 仮面ライダー555 パラダイス・ロスト
- 座頭市/特殊メイク
- ULTRAMAN /特殊メイク
- SPL/狼よ静かに死ね(香港)/特殊造形
- 猫目小僧 /特殊造形
- 神の左手 悪魔の右手 /特殊メイクデザイン
- マスター・オブ・サンダー 決戦!!封魔龍虎伝/特殊メイク
- ゲゲゲの鬼太郎
- 導火線 FLASH POINT（香港）
- ALWAYS 続・三丁目の夕日
- 長髪大怪獣ゲハラ/ゲハラ造形
- K-20 怪人二十面相・伝/特殊メイクデザイン・特殊造形
- お姉チャンバラ/特殊メイク[3]
- ALWAYS 三丁目の夕日'64/特殊造形
- KILLERS/キラーズ/特殊メイクデザイン
- 永遠の0/特殊メイクデザイン・特殊造形
- WOOD JOB! 〜神去なあなあ日常〜/特殊メイクデザイン・特殊造形
- 寄生獣/特殊メイク・特殊造形統括
- 百円の恋/特殊メイクデザイン
- アイアムアヒーロー/特殊メイク・特殊造形統括
- ヒーローマニア-生活-/特殊メイク・特殊造形
- デスノート Light up the new world/特殊メイク・造形 / 死神リューク立体デザイン
- いぬやしき/犬屋敷特殊メイクデザイン[4]
- 孤狼の血/特殊メイクデザイン・特殊造形
- BLEACH 死神代行篇/白哉牽星箝デザイン[5]
- キングダム/キャラクター特殊メイクデザイン・特殊造形統括
- 今際の国のアリス/キャラクター特殊メイクデザイン・特殊造形統括
- キングダム2 遥かなる大地へ/特殊メイクキャラクターデザイン・特殊造形デザイン統括
- シン・仮面ライダー/仮面ライダー造形
- 女子高生ゾンビ（2010年）特殊メイク

### テレビ番組
- 『Dr.コトー診療所』
- 『NHK紅白歌合戦』　野猿/特殊メイク
- 『TVチャンピオン 特殊メイク王選手権』
- 『OLヴィジュアル系 完結編!! 最強デブ&驚異の紗理奈1人5役 メーク美人VS整形美人 恋の結末』/特殊メイク
- 『ケータイ捜査官7』/特殊メイク
- 『MM9-MONSTER MAGNITUDE-』/特殊怪獣造形（5・9・12・13話）
- 『らんま1/2』/特殊造形
- 『好好!キョンシーガール〜東京電視台戦記〜』/特殊造形

### 配信作品
- 仮面ライダーBLACK SUN（2022年） / キャラクター造型、仮面ライダーデザイン・怪人デザイン&クリエイト[6]

### 舞台
- アロッタファジャイナ「錆びた少女」（2006年6月、ザムザ阿佐谷）/特殊メイクデザイン

## 出演

### テレビ番組
- 『KinKi Kidsのブンブブーン』（2021年2月6日、フジテレビ[注 1][7]）